# حاجي علي بيغ كندي (أوتش هاتشا)
حاجي علي بیغ کندي (بالفارسية: حاجی‌علی‌بیگ‌کندی) هي منطقة سكنية تقع في إيران في قسم أوتش هاتشا الریفي.